# Paragorgia stephencairnsi
Paragorgia stephencairnsi is een zachte koraalsoort uit de familie Paragorgiidae. De koraalsoort komt uit het geslacht Paragorgia. Paragorgia stephencairnsi werd in 2005 voor het eerst wetenschappelijk beschreven door Sánchez. 